# Distant Voices, Still Lives
Distant Voices, Still Lives is een Britse dramafilm uit 1988 onder regie van Terence Davies. Hij won met deze film de Gouden Luipaard op het filmfestival van Locarno.

## Verhaal
De film schetst het verhaal van een katholiek arbeidersgezin uit Liverpool in de jaren '40 en '50. Na de dood van het gezinshoofd blijft diens autoriteit aanwezig. Ze lijkt zelfs over te gaan op de volgende generatie.

## Rolverdeling
| Acteur             | Personage  |
| ------------------ | ---------- |
| Pete Postlethwaite | Vader      |
| Freda Dowie        | Moeder     |
| Lorraine Ashbourne | Maisie     |
| Angela Walsh       | Eileen     |
| Dean Williams      | Tony       |
| Jean Boht          | Tante Nell |
| Michael Starke     | Dave       |
| Andrew Schofield   | Les        |
| Debi Jones         | Micky      |
| Chris Darwin       | Red        |
| Vincent Maguire    | George     |
| Pauline Quirke     | Doreen     |
| Toni Mallen        | Rose       |